# 尾崎行雄
尾崎 行雄（おざき ゆきお、1858年12月24日〈安政5年11月20日〉- 1954年〈昭和29年〉10月6日）は、日本の政治家、教育者。号は咢堂（がくどう。最初は学堂、愕堂を経て咢堂）。
日本の議会政治の黎明期から第二次世界大戦後に至るまで衆議院議員を務め、当選回数・議員勤続年数・最高齢議員記録と複数の日本記録を有し、「憲政の神様」「議会政治の父」と呼ばれる。政友会時代を除き、政権与党に属したことはなかった。東京市長時代の1912年（明治45年）にアメリカ・ワシントンD.C.のポトマック河畔に桜（ソメイヨシノ）の苗木を寄贈したことでも知られ、返礼として日本に初めてハナミズキをもたらした。聖公会信徒。
正三位勲一等（1946年5月4日付返上）。称号は衆議院名誉議員、東京都名誉都民。伊勢神宮内宮前の饗土橋姫神社左隣の参道の奥に鎮座する合格神社の祭神。世界連邦建設同盟（現・世界連邦運動協会）初代会長。

## 略歴

### 生い立ち
安政5年11月20日（1858年12月24日）、相模国津久井郡又野村（現・神奈川県相模原市緑区又野）生まれ。幼名は彦太郎。
行雄の父・尾崎行正の生家は漢方医を業とし、漢学者・藤森弘庵の私塾に桂小五郎（木戸孝允）の先輩として学んだ。尾崎家の先祖は今川義元の家来で、武田信玄に攻め立てられて没落した。尾崎家は天正18年（1590年）に後北条氏が滅びてから又野に移り、累世相続いて里長となる。掃部頭行永以前の尾崎家先祖が住んでいたといわれる伏馬田城というのは現在の相模原市緑区牧野（まぎの）にあったが、その城跡一帯は現在尾崎ヶ原といわれている。
父・行正（彦四郎）は、戊辰戦争の際、官軍土佐藩迅衝隊総督の板垣退助の徳を慕って馳参じ、隊長・美正貫一郎の率いる断金隊（旧武田家臣の子孫たちで構成された部隊）に加わって会津戦争を戦い抜き、貫一郎の討死後は断金隊の2代目隊長に任ぜられた。明治維新後は弾正台の役人となった。
行雄は11歳まで又野村で過ごした後、父・行正に従い明治元年（1868年）に番町の国学者・平田篤胤の子・鉄胤が開いていた平田塾にて学び、次いで明治4年（1871年）に高崎に引越し、地元の英学校にて英語を学ぶ。その後、明治5年（1872年）に度会県山田（現・三重県宇治山田）に居を移す。行雄も宮崎文庫英学校に入学した。父は熊本転任が予定されていたため、東京遊学を許し、行雄に弟を同行させて慶應義塾へ向かわせた。
明治7年（1874年）に弟と共に上京し、当時「日本一の学校」との名声を得ていた慶應義塾童子局に入学するやいなや塾長の福澤諭吉に認められ、十二級の最下級から最上級生となる。福澤諭吉は慶應義塾の英語教師を務める聖公会のカナダ人宣教師のA・C・ショーに塾生に対するキリスト教教育の機会も与え、信仰を持った尾崎は、明治8年（1875年）のクリスマスにショーよりキリスト教の洗礼を受ける。この時、8人の日本人がショーから洗礼を受けたが、そのうちの3人は尾崎を含む慶應義塾に学ぶ生徒だった。
また、当時慶應義塾で学んでいた尾崎は工学寮（のちの工部大学校、現・東京大学工学部）に転じようと決意したとき、ショーについて英語と高等数学を学んだ。
その後、直ちに世の中で役に立つ学問を求めた尾崎は、反駁する論文を執筆して慶應義塾を退学し、福澤の友人で工学寮（のちの工部大学校）の校長ダイヤーと大鳥圭介に紹介文を書いてもらい、染物屋になるため明治9年（1876年）に工学寮に再入学した。しかし、学風の違いや理化学への嫌気から『曙新聞』などに薩摩藩閥の横暴を批判する投書を始め、それがいずれも好評を博したため、一年足らずで退学。その後、慶應義塾に戻り、朝吹英二が経営した『民間雑誌』の編集に携わり、共勧義塾で英国史を論じたり、三田演説館で演壇に立ったりするなどした。
明治12年（1879年）には福澤諭吉の推薦で『新潟新聞』の主筆となる。

### 官吏・新聞記者・政界へ
当時、海軍省の長谷川貞雄相手に講演した強兵論『尚歩論』が機縁となり、矢野文雄に誘われ、明治14年（1881年）に統計院権少書記官という官職に就任する。しかし明治十四年の政変でわずか2か月あまりで下野した。
明治15年（1882年）、『報知新聞』の論説委員となり、立憲改進党の創立に参加するが、大隈重信の奇妙な脱党に不信感を覚えた。翌年、東京府会の改選で日本橋から推薦されて最年少で府会議員となり、常置委員に選出される。政府の条約改正案に対して強い反対運動が起こると、尾崎は反欧化主義の急先鋒となり、後藤象二郎を担ぎ出し、大同団結運動を進めた。相談した結果、後藤を正装させて、宮内省に向かわせたが明治天皇と会うことは許されず、クーデターを計画し始めた尾崎は、明治20年（1887年）、保安条例により東京からの退去処分を受けた。尾崎は「道理が引っ込む時勢を愕く」と言い、号を学堂から愕堂に変えた（後に心身の衰えを感じて“愕”のりっしんべんを取り咢堂とした）。星亨や林有造らの土佐派と友好を結び、知己の間を廻った。

### 政界の麒麟児
父が神風連の乱で九死に一生を得て伊勢で余生を楽しんでいた縁故をたどり、明治23年（1890年）の第1回衆議院議員総選挙で三重県選挙区より出馬して当選。以後63年間に及ぶ連続25回当選という記録をつくる（これは世界記録でもある）。伊勢では投票用紙に「尾崎行雄」としか書いたことのない選挙人が2代・3代にわたって少なくない。この時代の選挙はまさに戦争同然であり、尾崎も何度も刺客に襲われそうになっているが、地元の猪狩の鉄砲隊を組織してこれを追い返すなどしている。

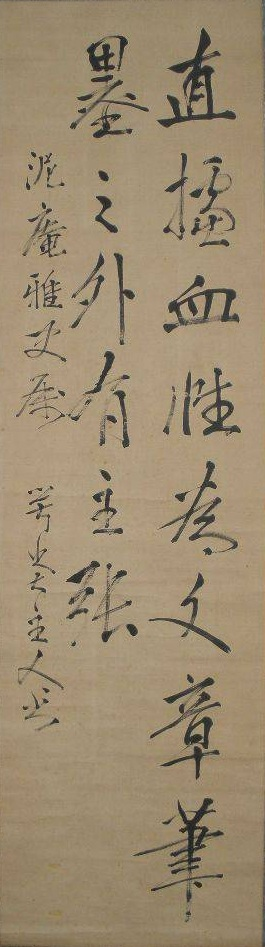
尾崎行雄の揮毫。中国の文人鄭板橋の詩の一節「直攄血性為文章 筆墨之外有主張」。

第1次松方内閣の第3議会における軍艦製造費削除問題などで活躍し、『朝野新聞』などから絶賛される。
第2次伊藤内閣では第6議会で、民党六派は内閣弾劾上奏文を提出し、尾崎がその説明に当たった。第一に政府の不当解散、第二に政府の軟弱外交、第三に政府の議会軽視、第四に伊藤博文の事ごとに袞竜の袖に隠れる行為を批判し、伊藤博文は顔色を変えたといわれる。この採決は149対144というわずか5票の差で否決された。
日清戦争が始まると、東亜の大計を立てるべきとの論文を次々に執筆し、世論の指導に努めた。日清戦争後の第4回総選挙後は各派とも従来の恩怨を忘れ、挙国一致して外敵に抗する議決を広島の大本営で可決した。伊藤博文が後に幾多の障害を排して自ら政党の組織に乗り出し、立憲政友会を創ったのは、日清戦争における各派の協力ぶりを見て政党敵視の観念を放棄したからだといわれている。三国干渉に伊藤が屈すると対外強硬派の先頭に立ち、政友有志会を組織して演説した。
この間、尾崎は進歩党に属した。時局便乗派の徳富蘇峰の『国民新聞』などが松方正義と大隈重信の近接が最上の時局救治策であるとの主張を盛んに唱導したこともあってか、第2次松方内閣が成立すると、その外務大臣に就任した大隈の推挙で外務参事官に就任するが、「二十六世紀事件」や樺山資紀の食言などで、尾崎自身も倒閣に動いた。しかし、勅任官でありながら進歩党の会議に出席し、内閣を攻撃したことで懲戒免職処分となった。大隈はその後10月31日に辞表を提出し、進歩党系の官僚も政府から去った。

### 東京市長・憲政擁護運動
明治31年（1898年）6月21日、進歩党と自由党が合同して憲政党が結成された。大隈と板垣に大命が降下し、第1次大隈内閣（が成立した。尾崎は40歳の若さで文部大臣として入閣した。この際、大隈の保証によって明治天皇が懲戒を免除する裁可を行っている。そのうちに第6回総選挙は同年8月14日に行われ、憲政党は圧倒的に勝利したが内部抗争や猟官運動が露骨となり、星亨が大隈を攻撃するなど内閣は大揺れに揺れた。8月22日、尾崎は帝国教育会からの依頼により神田一ツ橋の同会で演説したが、大隈内閣の外相候補でもあった伊東巳代治の経営する『東京日日新聞』に言葉尻をとらえられて攻撃された（共和演説事件）。倒閣を目指していた星亨ら自由党派閥による尾崎攻撃は10月頃から激しさを増し、10月21日、板垣が尾崎の罷免を上奏した。これを受けた天皇は大隈と尾崎に不信感を持っていたこともあり、首相である大隈に是非を問うこともなく辞職を求めた。10月24日、尾崎は病気を理由に文相を辞任し、後任に星亨と江原素六を挙げていたが、その後任を巡って憲政党は分裂、隈板内閣も総辞職した。
第2次山縣内閣が発足すると、憲政本党の最高幹部に属していたが、伊藤博文を訪問して義和団の乱以来のロシア帝国との関係を話し合って意気投合。立憲政友会の創立に参加して憲政本党を離脱、政友会の総務委員の一人となり、尾崎は星亨と共に院内総務を任じられた。桂内閣が発足すると党務執行の常務委員の5人に選ばれた（尾崎、原敬、星亨、片岡健吉、大岡育造）が、まもなく星が暗殺され、党務の中心は尾崎と松田正久の2名に命じられた。しかし、その後に伊藤とも対立して離党。片岡健吉や加藤高明もこれに倣い、同志研究会を組織し、その後は猶興会などを経て政友会に復党と、めまぐるしく所属政党を変遷する。

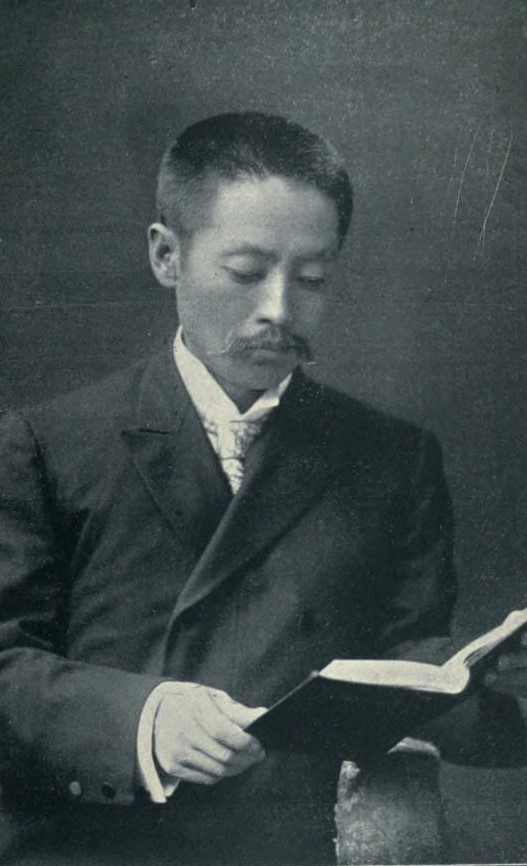
東京市長時代の尾崎行雄

明治36年（1903年）から同45年（1912年）まで東京市長に就任。尾崎の東京市長在任中に、東京市が東京鉄道を買収し、東京市電気局を設置した。夫人の逝去を受けて外交官の尾崎三良の娘・テオドラ（日本名は英子。尾崎三良と彼が下宿していたモリソン家の当主で英語教師のウイリアム・モリソンの娘パディアとの間に生まれた）と再婚したが、ハーフの英子との結婚は尾崎に対する種々の誤解を生じさせたようである。結婚後は英子の勧めもあって駐日英国公使館員ジョン・ガビンズから軽井沢の土地を購入し別邸「莫哀山荘」（莫哀は「哀しみのない」という意味）を設け、莫哀山荘は軽井沢の名所とさえなった（後述）。
明治37年（1904年）2月、日露戦争の開戦後に第1次西園寺内閣が発足。西園寺公望が桂太郎の反撃を受けて総辞職し、第2次桂内閣が発足すると、明治41年（1908年）12月21日、尾崎は猶興会を改組して紅葉館で河野広中らと又新会を成立させるが、自身は総裁・西園寺の下で再び政友会に復帰する。他方、犬養毅や大石らは立憲国民党を結成した。この時、幸徳秋水らの大逆事件と南北正閏問題が起こり、桂内閣は西園寺を推薦して総辞職した。

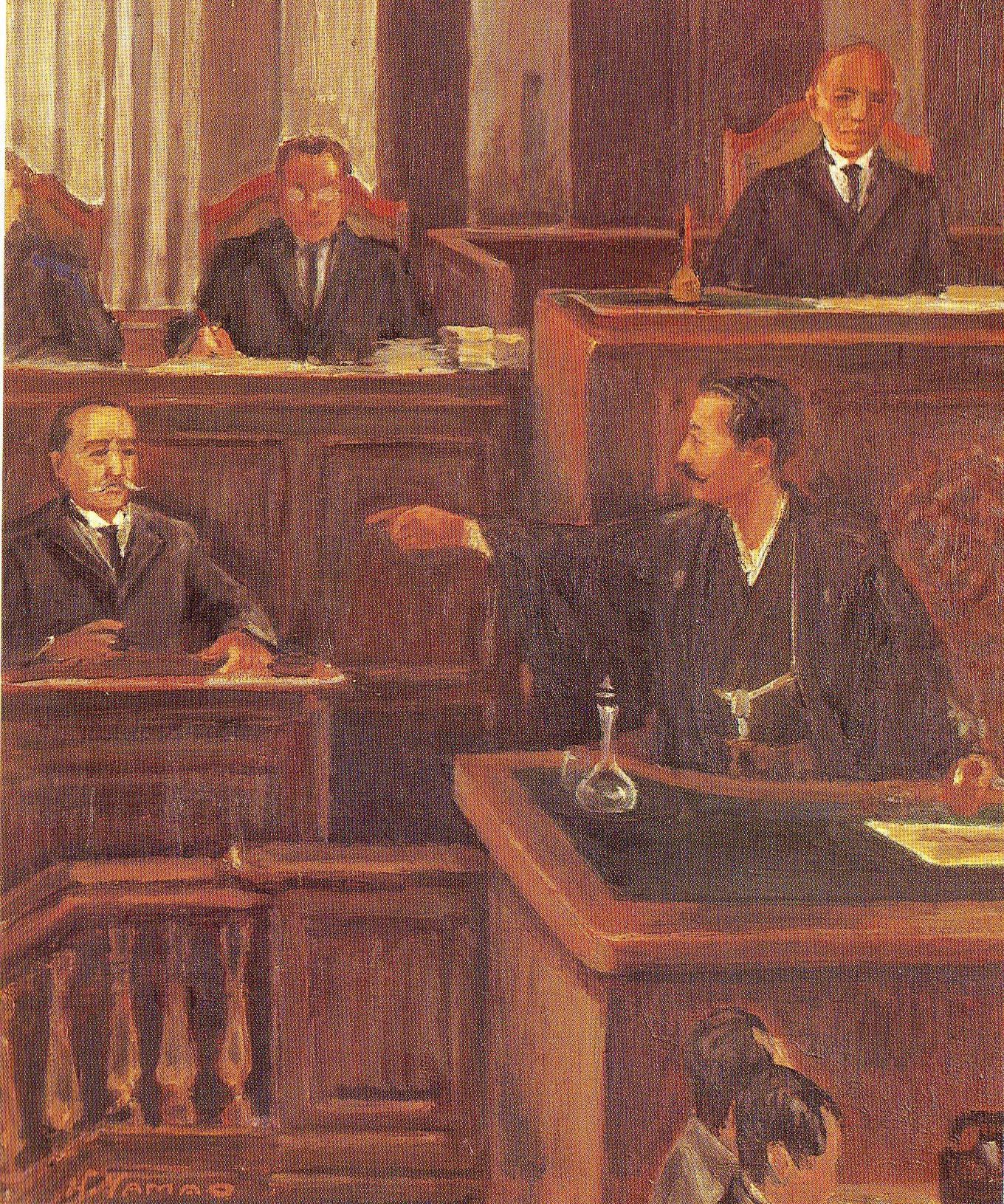
桂太郎弾劾演説。1913年（大正2年）2月5日（大正政変）。

西園寺公望が二個師団増設案から陸軍大臣・上原勇作の声明・辞任で退陣に追い込まれ、長州軍閥によって内大臣となっていた桂が擁立されて桂園時代が終わると、桂太郎が宮中・府中の別を乱るものと難じ全国的な国民運動が巻き起こった。大正元年（1912年）の憲政擁護運動では立憲政友会を代表して質問を行い、「玉座を胸壁とし詔勅を弾丸とするもの」と首相・桂を糾弾する演説を行って大正政変のきっかけとなった。これらの集会は全国で行われ、各地に咢堂会が生まれ、尾崎が壇上に立つと聴衆からは「脱帽々々」と喝采が鳴り止まず、しばしば口を開かせなかった。
第3次桂内閣退陣後、山本権兵衛が組閣すると、政変後に自党の利益を優先しようとする政友会の方針に反発して政友会を離党。以後、政友倶楽部、亦楽会、中正会、憲政会、革新倶楽部と移る。
また、この時期に日本の若年層の、より一層の教育レベルの向上を目標として河野正義に請われ、「大日本国民中学会」の会長を務める。当時レベルが玉石混淆であった「講義本」をシステム化し、日本最高の教授陣を集めてこの再編纂にあたらせた。また自らも教科書の執筆をし、全国の中学生の学力向上に尽力した。国民中学会の「講義本」は日本最高レベルと評され、通教生が続々と有名公立中学校へ編入するなど実力が証明された。また支部を甲種中学校に格上げ創立するなど全国的な教育改革に邁進した。（⇒「大日本国国民中学会」参照）

### 第一次世界大戦後

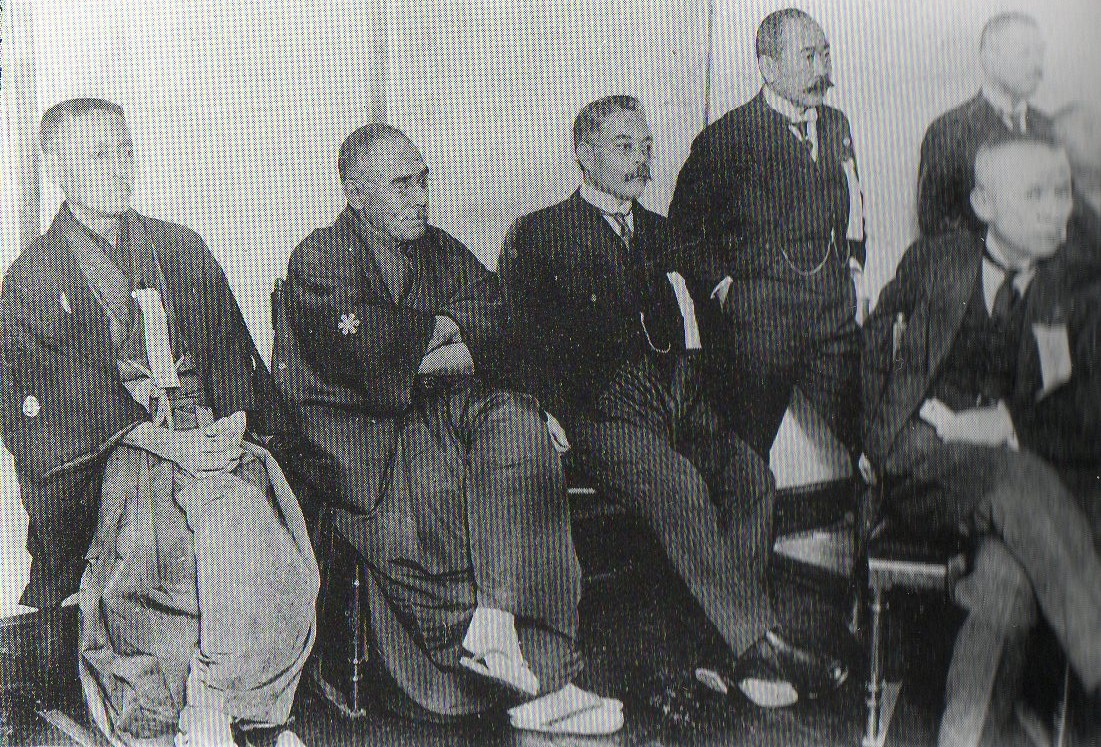
憲政会最高幹部（左から尾崎行雄、加藤高明、濱口雄幸）

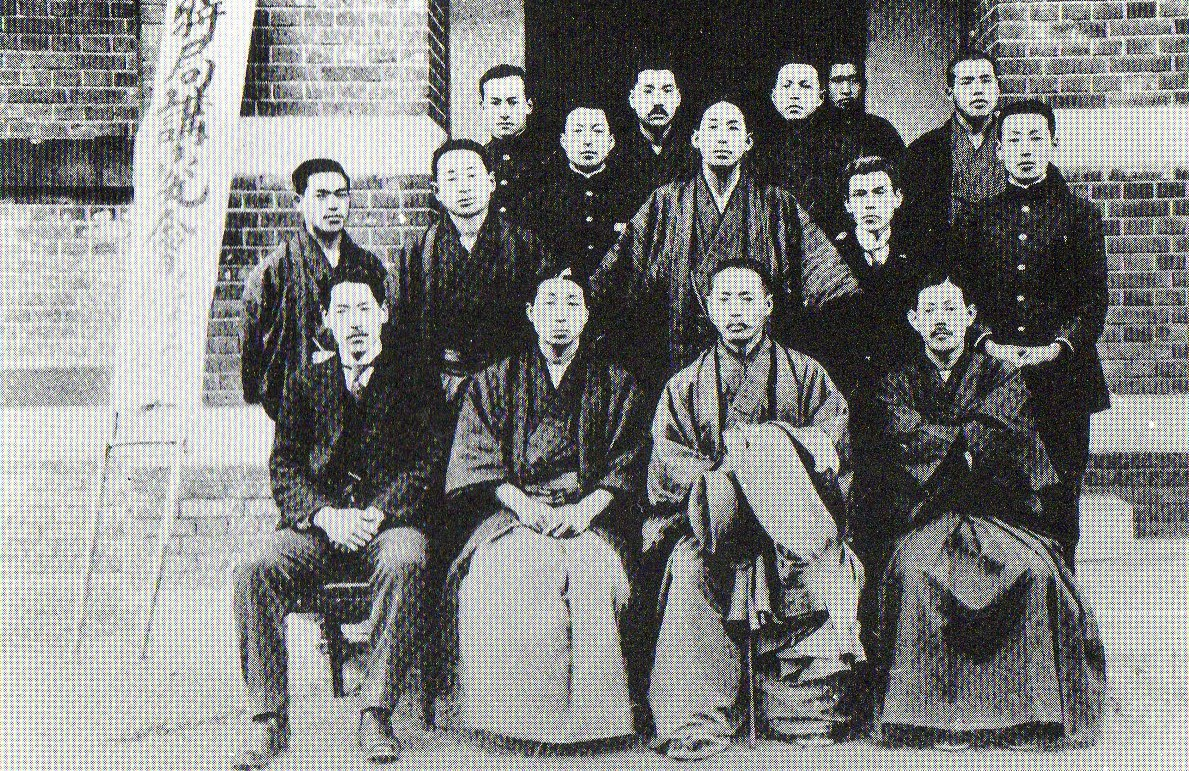
浪人会との立会演説会、新人会主催の時局講演会出席者。前列右から吉野作造、尾崎行雄、宮崎龍介

第1次山本内閣がシーメンス事件で総辞職し、清浦奎吾が首相就任に失敗すると、大隈重信に再びお鉢が回り（第2次大隈内閣）、尾崎は中正会を代表して司法大臣として入閣した。部下には平沼騏一郎や鈴木喜三郎を置き、蔵相・若槻禮次郎、外相・加藤高明、海相・八代六郎辞職後の内閣改造で活躍する。加藤高明を党首に担ぎ出して憲政会を結成、最高幹部に就任する。
大隈重信が疲労などから辞職し、後を受けた寺内内閣がシベリア出兵問題で早々に終焉するとついに原内閣が誕生した。尾崎はこれを好意に思い、1919年、第一次世界大戦後のヨーロッパ（欧州）諸国視察の外遊に出る。当初は対外硬派として知られたタカ派であったが、このヨーロッパ視察で戦争の悲惨さを見聞して以後は、態度を変化させ一貫した軍縮論者となった。既に欧州の主流は反軍国主義であり、日本はこれに逆行しようとしていたからである。
また、ポピュリズム化を危惧して普通選挙の早期施行には消極的であったが、大正デモクラシーの進展とともに普通選挙運動に参加。同時に、次第に活発化していた婦人参政権運動を支持し、新婦人協会による治安警察法改正運動などを支援した。また軍縮推進運動、治安維持法反対運動など一貫して軍国化に抵抗する姿勢や、西尾末広と反軍演説を行った斎藤隆夫の除名に反対の意思を示す（棄権など）など議会制民主主義を擁護する姿勢を示したが、政界では次第に孤立していった。
憲政会を離党すると、ついに無所属議員となり、のち30年あまりを無所属で通した。無所属になったことは政界での尾崎の出世の妨げとなり、閣僚経験は2度の大隈内閣で経験したのみに止まり、総理大臣はおろか衆議院議長・副議長、戦後国会での常任委員長になることは終に無かった。

### 政党政治から翼賛政治へ
国家主義・国民主義的な観点から軍縮論者となっていた尾崎は、全国遊説の旅に出る。大正13年（1924年）、超然内閣である清浦内閣が成立すると、これに反対する第二次護憲運動が始まる。護憲三派が成立し衆議院総選挙の結果、護憲三派が勝利し、加藤高明内閣が成立する。
昭和に入り政党内閣が続き、昭和4年（1929年）には「政党内閣の頂点」と言われる立憲民政党の濱口内閣が成立する。だが昭和6年（1931年）に満州事変の勃発後、軍部の政治介入が相次ぎ、政党政治は危機に陥った。昭和7年（1932年）に5・15事件で犬養毅が暗殺されると政党内閣は終焉した。尾崎はこの現状を憂慮して『墓標に代えて』と題して遺言を執筆し、雑誌『改造』に掲載された。
二・二六事件の後の廣田内閣が1年足らずで潰れ、林銑十郎が組閣すると昭和12年（1937年）2月17日、尾崎は議会で登壇し『正成が敵に臨める心もて我れは立つなり演壇の上』なる2時間におよぶ辞世を詠み、新聞は全面を埋めて尾崎の演説を掲げた。近衛内閣が誕生して日中戦争が泥沼化へ入ると、西尾末広の演説に連座した事件で、議院の構内に尾崎の銅像を建設する計画も中止された。大政翼賛会結成、ドイツ、イタリアとの三国同盟を経て東條英機が内閣を組閣すると、尾崎は議会政治に見切りを付け山荘に篭り、もはやあまり上京もしなかった。太平洋戦争開戦後の昭和17年（1942年）に行われた第21回衆議院議員総選挙（翼賛選挙）には非推薦出馬で当選。昭和18年（1943年）、前年の総選挙の際に田川大吉郎の応援演説で翼賛選挙批判を行った中に引用した川柳の「売家と唐様で書く三代目」が昭和天皇の治世を揶揄するものであるとされ不敬罪で起訴される（尾崎不敬事件。一審で懲役8か月・執行猶予2年の判決、1944年（昭和19年）に大審院で無罪確定）。

### 戦後

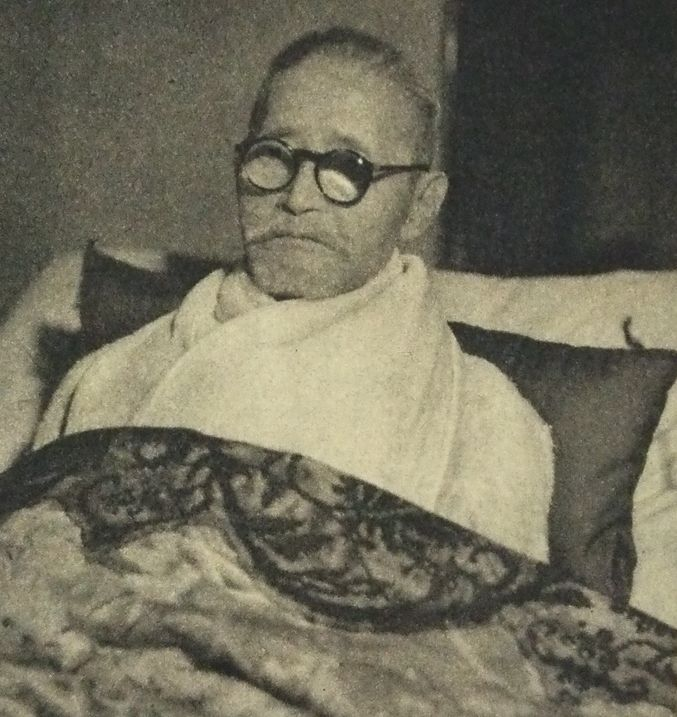
1953年に落選の報を聞いて

敗戦後には逗子市の山荘・風雲閣は訪問客に溢れ、宮中にも招かれるとともに新憲法案を自ら構想している。
1945年（昭和20年）11月1日に発行された雑誌『新生』に寄稿。この時の原稿料は1枚100円、コメや肉付きという待遇であった。
尾崎は1946年、正三位勲一等旭日大綬章を返上して政界引退を決意していたが、三重県を中心とした支持者が中心となって無断で推薦し、同年の総選挙では全県一区でトップ当選。中選挙区制となった1947年の総選挙でも三重2区からトップ当選を果たした。戦後の国会でも活躍して民主主義の復活と世界平和の確立のために尽力するが、支持層の高齢化に加えて自身の健康も優れず、終に昭和28年（1953年）のバカヤロー解散による総選挙（第26回衆議院議員総選挙）で落選した。これを機に政界からの引退を表明し、衆議院から名誉議員の称号を贈られた。94歳まで衆議院議員を務めたのは日本史上最高齢記録であり、当選25回・議員勤続63年も同じく日本記録である。
昭和29年（1954年）10月6日、直腸がんによる栄養障害と老衰のため入院先の慶應病院で死去、95歳没。墓所は鎌倉の円覚寺。

## 人物

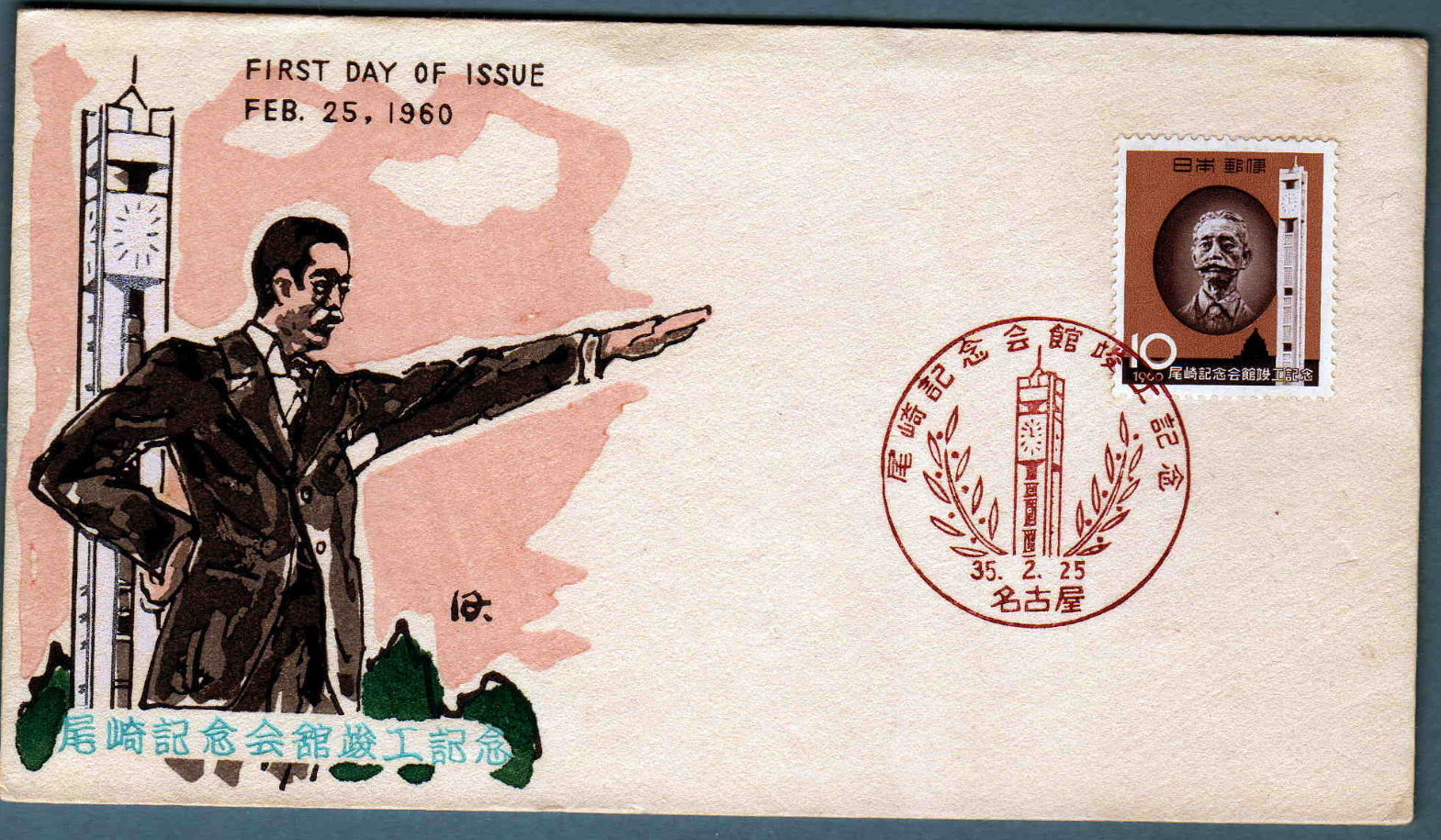
尾崎記念会館（現・憲政記念館）完成記念切手

- 永年在職議員表彰第1号、衆議院名誉議員（50年以上の議員在職者。衆院の正面玄関に胸像を建立）第1号、東京都名誉都民第1号。
- 出生地の神奈川県相模原市緑区又野にある尾崎家の屋敷跡と、3回目の引っ越し先であり、のちに父・行正が隠居していた三重県伊勢市川端の旧邸宅を改築して、それぞれ尾崎咢堂記念館がある。伊勢神宮に隣接する合格神社に祭神として祀られている。また、国会前庭の敷地内にある憲政記念館は尾崎の功績を称えて建設されたものであり、銅像も建立されている。
- 軽井沢は好んで訪れていた場所として知られ、明治39年（1906年）から貸別荘での滞在をはじめ、大正3年（1914年）には別荘を建てた[15]。滞在中は乗馬などを楽しみ、その颯爽とした乗馬姿は土地の名物ですらあったという[18]。昭和11年（1936年）に行われた軽井沢避暑地50周年の式典では名誉総裁を務め、熱弁をふるった[19]。別荘の「莫哀山荘」には、石川啄木や与謝野鉄幹・晶子夫妻が滞在したり[20]、九条武子と柳原白蓮が訪れお茶会を催したり[20]、また駐日米国大使のジョセフ・グルーに別荘を貸し出したりした[21]。軽井沢の開拓者であるショー家ともよく時間を共にしていた[15]。軽井沢を訪れたチャールズ・リンドバーグもこの別荘を訪問している[22]。第二次世界大戦時にはこの別荘に駐日イタリア大使館が疎開している[23]。なお娘の相馬雪香は晩年、終生の地を幼少期から慣れ親しんだ軽井沢とし、当地で死去した。
- 東京市長在任中にエリザ・シドモアの提案から高峰譲吉などと協力してアメリカ合衆国へソメイヨシノ2,000本を贈り、ポトマック川に植樹された[24]。だがこれらのソメイヨシノは虫害によって焼却されてしまい、後に3,100本の桜が新たに植樹されている。その返礼としてアメリカよりハナミズキが贈られ[25]、日本に初めてハナミズキをもたらした人物としても知られている。この寄贈を記念して全米桜祭りが毎年行われている。
- 大隈重信によれば「無邪気な面白い」男であり、気に入らないことがあれば、学校を出たばかりの時代でも、相手が福澤諭吉であろうと食ってかかった。改進党結成当時の大幹部であった河野敏鎌や前島密らが政府に復帰した際には怒り狂い、大隈に対しても「学校（東京専門学校）を叩き潰してやる」と威嚇していたという[26]。
- 9年にわたる東京市長在任は、政争が激しく短期の在任での交代が多かった東京市長の中で最も長いものである。
- 金銭的にも清廉潔白で有名であった。もっとも戸川猪佐武によると、犬養毅に「そりゃ確かに君は清廉潔白で献金をもらわんかもしらんが、その代わり、我々に借金をするじゃないか。そしてその金を返さないじゃないか。借りた金を返さんのも清廉潔白のうちか。」とやり込められて、さすがにぐうの音も出なかったという。戸川によると、尾崎は「原敬は金が欲しい議員には金をやって、ポストが欲しい議員にはポストをまわして、それで子分を増やしたのだ。」と言っていたということで、田中角栄シンパとして有名だった戸川は「そんなことを言っているから尾崎は政界で孤立したのだ。」と書いている。
- のちに内閣総理大臣となる三木武夫は政界入りした当初、尾崎を政治上の恩師と仰いだ。30歳で初当選した三木は、議事堂で尾崎と同じ控室になった。最長老議員と最年少議員の組み合わせは新聞でもよく取り上げられ、隣り合わせで座っているとよく写真を撮られたと、三木は晩年回顧している。
- 昭和25年（1950年）には英語国語化論を提唱したこともある。
- 1950年5月から6月に訪米。100歳になったらワシントンで余生を過ごしたいと語った[27]。

## 栄典
位階
- 1898年（明治31年）7月5日 - 正三位[28]

勲章等
- 1914年（大正3年）6月18日 - 勲三等瑞宝章[29]
- 1915年（大正4年）11月10日 - 大礼記念章[30]
- 1916年（大正5年）7月14日 - 勲一等旭日大綬章[31]
- 1938年（昭和13年）2月11日 - 金杯一個[32]

外国勲章佩用允許
- 1906年（明治39年）3月23日 - イギリス：ロイヤル・ヴィクトリア勲章メンバー[33]

## 主な著書（昭和期）
- 『咢堂漫談』（日本評論社、1929年）
- 『外遊断想』（中央公論社、1934年）
- 『近代快傑録』千倉書房、1934年／大空社（復刻版）、1995年
  - 『近代快傑録』（保阪正康解説、中央公論新社〈中公クラシックス〉、2014年2月）
- 『政戦六十年』（日本評論社、1935年）
- 『咢堂自傳』（同刊行会、1937年／大阪時事新報社、1947年）
- 『日本憲政史を語る』上・下（モナス、1938年）
- 『戦時回想』（朋文堂、1946年）
- 『随想録』（紀元社、1946年）
- 『咢堂清談』（未來社、1947年）
- 『明日の日本のために』（萬世書房、1947年）
- 『回顧漫録』（岩波書店、1947年）
- 『狂瀾の中に立ちて』（中部民論社、1947年）
- 『日本國民に告ぐ』（香柏書房、1947年）
- 『咢堂回顧録』上・下（雄鶏社、1951年）
- 『民権闘争七十年』（読売新聞社、1952年）
  - 『民権闘争七十年 咢堂回想録』（奈良岡聰智解説、講談社学術文庫、2016年7月）
- 『尾崎咢堂全集』（全12巻）同編纂委員会編（公論社、1955-56年）
- 『民主政治読本』（石田尊昭解説・編、世論時報社、2013年10月）。元版・日本評論社、1925年
- 『人生の本舞台』（石田尊昭解説・編、高橋大輔あとがき・編、世論時報社、2014年9月）。元版・中部民論社、1946年

## 家族・親族

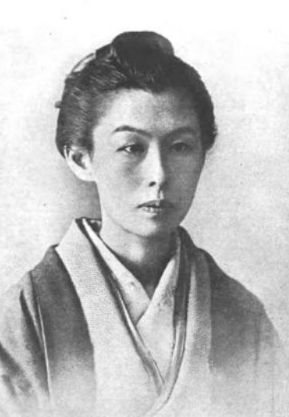
前妻の尾崎繁子

- 父の尾崎行正は三重県士族。旧姓は峯尾といい、武蔵国八王寺散田村出身[34]。母方の祖父に八王子千人同心（武田家遺臣を中心とした警護組織）組頭の植田孟縉がいる。行正は相模国津久井郡又野村の名主・尾崎彦四郎行直の娘婿として家督を継ぎ、尾崎彦四郎(行正)を襲名[35]。尾崎家は行直の代に零落しており、行正は寺子屋を開いていたが、1861年に火災に遭い、その後は妻・貞の養蚕や織物によって支えられていた[36]。青年期に藤森弘庵の私塾で学んで勤王思想を持っていた行正は、1868年に板垣退助の軍が甲府で討幕軍への志願者を募った際に従軍し、土佐藩の遊撃部隊断金隊（武田家家臣の子孫を中心とした部隊）に参加して活躍、のちに二代目隊長を務め、戊辰戦争後も土佐藩士と称した[34][36]。明治維新後は安岡良亮の配下として弾正台の役人となり、安岡の転任に従って高崎県（現・群馬県）、渡会県（現・三重県）、熊本県と転々として、安岡が殺された神風連の乱では行正も九死に一生を得る思いをした[37]。その後は退官して渡会県山田（現・宇治山田市）で隠棲した[37]。落合直亮とは親友であり親戚[38]。
- 弟の尾崎行隆（1865-1942年）は兄同様慶應義塾に学び、1888年（明治21年）1月31日、東京退去を命じられた行雄とともに横浜港から渡米。帰国せず、文士を志したが劇団に入り、俳優ウィリアム・ジレットのハウスボートの乗務員として雇われたのをきっかけにジレットの執事として40年間仕え、生涯を米国で過ごした。原田助とは熊本洋学校の同級生[39]。
- 前妻は繁子。旧姓・田中。長崎市の田中藻兵衛の娘[40]。家庭を顧みない行雄を支え、貧困生活のなか肺病を患い、病没した。
- 後妻は英子セオドラ尾崎（1870年生。男爵尾崎三良の娘）。先妻の繁子が亡くなった翌年の1905年に結婚。
- 長男・尾崎行至（夭折）
- 次男・尾崎彦麿。その長男は尾崎行信、娘の菊子はそごう社長坂内義雄の長男・坂内虎雄の妻[41]。
- 三男・尾崎行衛（1885年生）
- 四男の尾崎行輝（1888年生）は、参議院議員を1期（1947年 - 1953年）務めると共に日本航空役員を歴任し、前後して行われた1953年の総選挙では父・行雄が落選したことから親子揃っての落選と話題になった。その後、父の地盤を継いで1955年の総選挙にも出馬したが、落選に終わっている。
- 長女の佐々木清香（1891年生）は、実業家・衆議院議員の佐々木久二と結婚した[42]。
- 次女は品江（1906年生）。
- 難民を助ける会創立者の相馬雪香（1912年生）は、英国育ちの妻テオドラとの間に生まれた三女で、相馬氏第32代当主・相馬恵胤の妻。キリスト教的運動である道徳再武装をもとにしたイニシアティブス・オブ・チェンジの名誉会長でもある[43]。
- 孫（次男の子）の尾崎行信は弁護士から最高裁判所裁判官を務めた。
- 孫（四男の子）の尾崎行良はパイロット。妻は伏見宮博恭王の孫の尾崎光子。

### 旧尾崎行雄邸
尾崎が英子のために東京市長時代の1907年に麻布に建て、その後知人の英文学者が譲り受けて1933年に世田谷区豪徳寺2丁目に移築した木造2階建ての洋館が現存する。2020年6月にその解体予定が明らかになると、漫画家の山下和美らが「旧尾崎行雄邸保存プロジェクト」を立ち上げ、所有者である住宅会社へ保存請願の署名を提出した。世田谷区による内部の調査などを経て、漫画家の笹生那実・新田たつお夫妻が資金協力を申し出たことで購入に成功。老朽化や内部の傷みが進んでいるため、今後はクラウドファンディングなどで資金を集めて耐震改修工事を施す予定。